# Rosemeadow, New South Wales
Rosemeadow este o suburbie în Sydney, Australia.